# Osvaldo Tesser
Osvaldo Tesser (Buenos Aires, Argentina; 18 de mayo de 1937 - Idem; 21 de diciembre de 2019)  fue un actor de cine, teatro y televisión y director teatral argentino.

## Carrera
Cursó estudios de teatro con Carlos Gandolfo y con el reconocido maestro de actores estadounidense Lee Strasberg, en el Actors Studio de Nueva York. Estudió  danza con Ana Itelman, Lía Jelin, Olga Ferri, entre otras, y canto con el maestro Eduardo Cogorno, Sr. Ferracani (Teatro Colón).
Inició su carrera el 1963 en la obra teatral Petit Hotel, con Cipe Lincovsky. Participó en más de cuarenta obras teatrales con reconocidos directores como Jorge Petraglia, José María Paolantonio, Miguel Begueroff, Cecilio Madanes, Carlos Gandolfo, Sergio Renán, Carlos Gorostiza, China Zorrilla y Alfredo Rodríguez Arias.
En televisión, participó de las telenovelas Antonella, Celeste siempre Celeste, Perla Negra, Compromiso, Amigos son los amigos, El Duende Azul, mientras en cine se destacó en las películas En retirada, Se acabó el curro y las infantiles Titanes en el ring contraataca y La aventura de los paraguas asesinos.
El actor Osvaldo Tesser murió el 21 de diciembre de 2019 debido a serias complicaciones naturales de su salud según informó la Asociación Argentina de Actores, entidad de la que pertenecía desde 1964.

## Filmografía
- 1979: Las aventuras de los paraguas asesinos.
- 1983: Se acabó el curro.
- 1984: Titanes en el ring contraataca.
- 1984: En retirada.
- 1986: Sostenido en La menor.
- 1987: A dos aguas.
- 2006: Génesis (cortometraje).
- 2008: El club de la muerte.

## Televisión
- 2013/2014: Señales
- 2006: El refugio de los sueños
- 2002: 1000 millones
- 2000: Los médicos de hoy
- 1994/1995: Perla negra
- 1993: Celeste siempre Celeste como Valentín Pizzamiglio.
- 1992/1993: Antonella
- 1990/1996: Alta comedia
- 1990/1993: Amigos son los amigos
- 1990: El duende azúl
- 1989/1990: Hola Crisis
- 1988: Pasiones
- 1986/1987: Mujer comprada
- 1983/1984: Compromiso
- 1979: Mañana puedo morir

## Teatro
- La Mujer del Año con Susana Giménez.
- Las Mariposas son Libres junto a China Zorrilla y Soledad Silveyra.
- Familia de artistas con Norma Pons y Adriana Aizemberg.
- Irma la Dulce, con Luisina Brando y Germán Kraus.
- Brochero, Santo Argentino.
- Promesas promesas con Alberto Olmedo y Susana Brunetti.
- Locos de verano, con Jorge Rivera López, Nené Malbrán, Walter Santa Ana y gran elenco.
- Novia con tulipanes con Tomás Fonzi y Rodolfo Roca.
- El burgués gentilhombre, con Alicia Berdaxagar, Elena Tasisto, Osvaldo Terranova, Horacio Roca, Alfonso de Grazia y elenco.
- La viuda alegre.
- Vida Parisina.
- El Conde de Luxemburgo.
- El Murciélago.
- La Niña de los Ojos de Cristal.
- De victimarios y victimas
- The Chacho, una comedia británica.
- El beso de la mujer araña.
- Familia de artistas.
- Vacaciones de invierno 2010: Gratuitos y a la gorra.
- Almafuerte.
- Galileo Galilei.
- Greta Garbo quien diría está bien y vive en Barracas.